# Iglesia de Masi
La Iglesia de Masi (en noruego: Masi kirke) es un templo parroquial de la Iglesia de Noruega en el municipio de Kautokeinoprovincia de Troms y Finnmark, Noruega. Se encuentra en la localidad de Masi. La iglesia y sus párrocos dependen del Indre Finnmark prosti (decanato) de la Diócesis de Nord-Hålogaland. 
El edificio, construido en madera en forma rectangular en 1965, fue diseñado por el arquitecto Rolf Harlew Jensen. La parroquia cuenta con alrededor de 150 asientos.

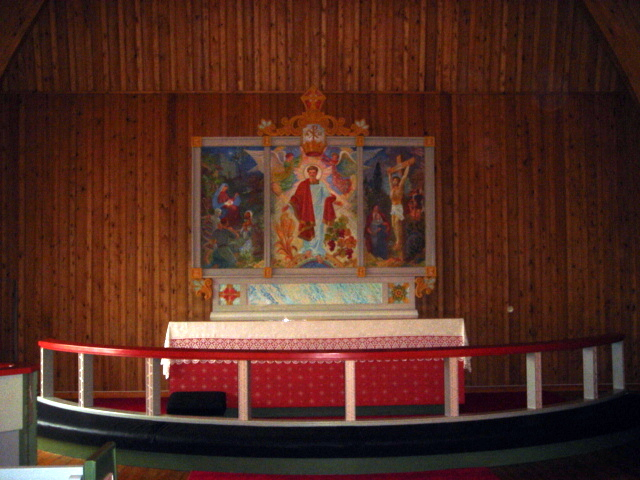
Vista del altar